# احمد سوکونا
احمد سوکونا (متولد ۱۳ ژانویه ۱۹۹۰) یک بازیکن فوتبال حرفه‌ای اهل فرانسه است که سابقه بازی در باشگاه فوتبال تولوز را دارد. او همچنین سابقه ۶۰ بازی و ۱۸ گل در تیم ب فوتبال تولوز را دارد.